# Welsau
Welsau ist ein Ortsteil der Stadt Torgau im Landkreis Nordsachsen in Sachsen.

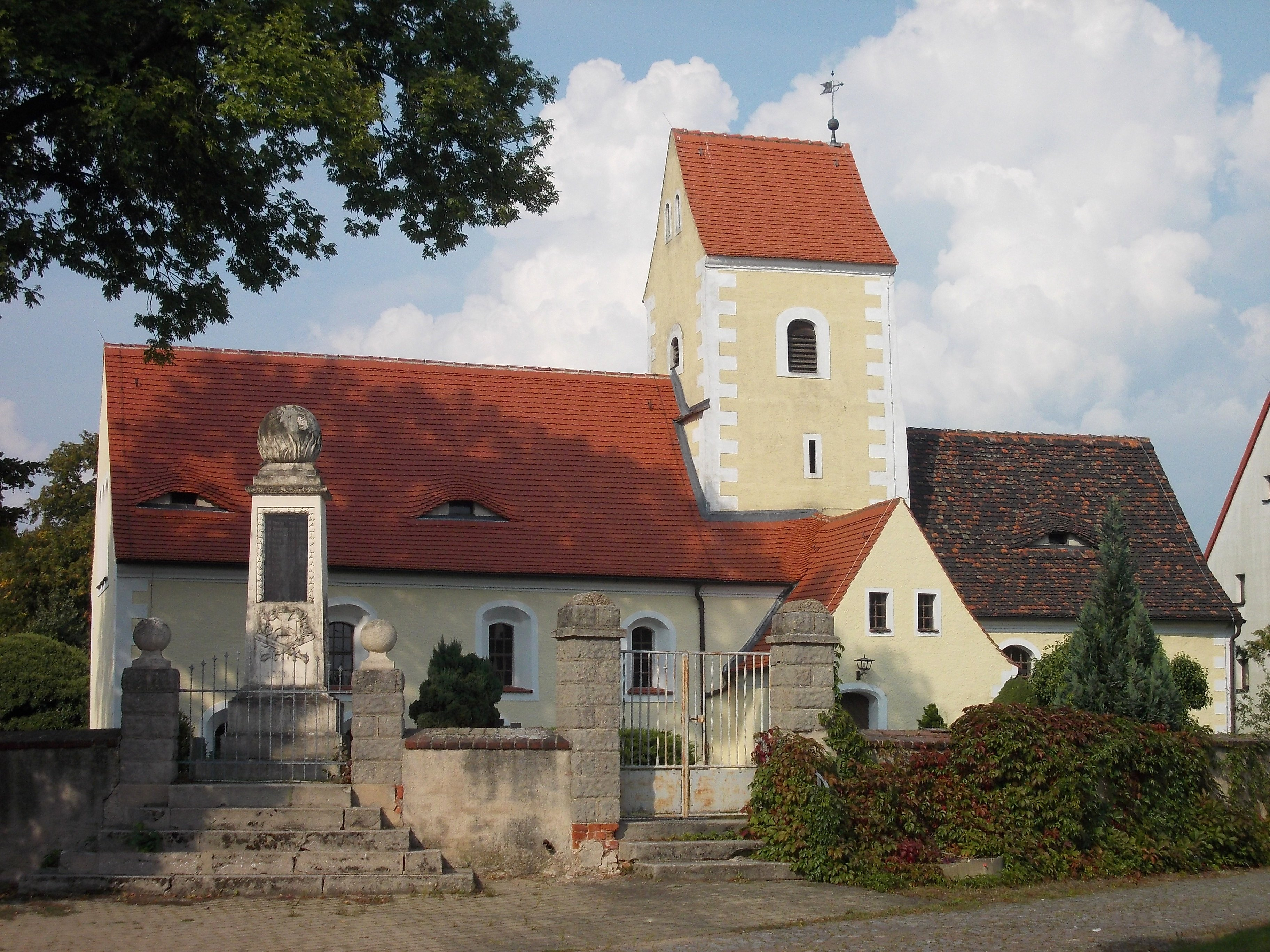
Kirche Welsau

## Lage
Welsau liegt nordwestlich der Stadtgrenze der Stadt Torgau im Übergangsgebiet der Elbniederung zur hügeligen Dübener Heide. Durch den Ortsteil führt die Bundesstraße 182 und die hier stillgelegte Bahnstrecke Pratau–Torgau mit einem Haltepunkt.

## Geschichte
Welsau und sein Ortsname sind sorbischen Ursprungs. Welsau und Zinna wurden 1251 erstmals urkundlich erwähnt. Der Ortsname entwickelte sich für das Straßendorf mit 691 Hektar in einer Gewannflur über Welsowe. Die übergeordnete Behörde hatte ihren Sitz ab 1510 immer in Torgau. Die Bevölkerung entwickelte sich von 237 Personen im Jahr 1818 auf 126 Einwohner 1910 und 532 im Jahr 1946. Am 25. Dezember 1813  kapitulierte die französische Besatzung der Festung Torgau in Welsau.
Am 20. Juli 1950 wurde die Gemeinde Welsau in die Nachbargemeinde Zinna eingemeindet. Die Bauern mussten nach 1945 mit Bodenreform und Kollektivierung den Weg der Landwirtschaft in der SBZ/DDR gehen. Beide Orte wurden am 1. Januar 2013 als ländlich geprägte Ortsteile in die Stadt Torgau eingegliedert.

## Sehenswürdigkeiten
Die Kirche in Welsau wurde im 13. Jahrhundert erbaut.